# Briel-sur-Barse
Briel-sur-Barse – miejscowość i gmina we Francji, w regionie Grand Est, w departamencie Aube.
Według danych na rok 1990 gminę zamieszkiwało 158 osób, a gęstość zaludnienia wynosiła 13 osób/km².

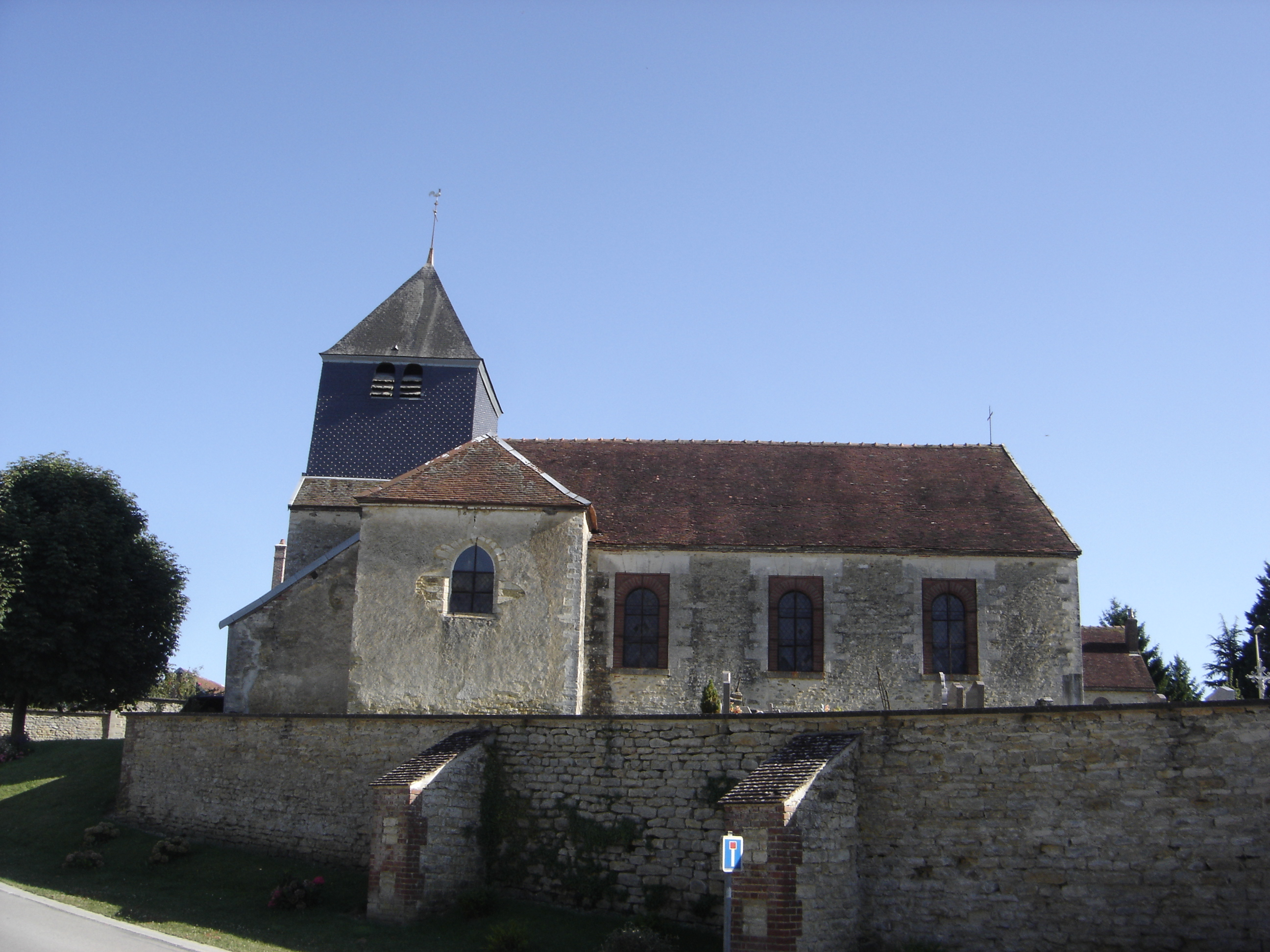
Kościół w Briel-sur-Barse, 2009